# Aplomera varasi
Aplomera varasi är en tvåvingeart som beskrevs av Juan Brèthes 1916. Aplomera varasi ingår i släktet Aplomera och familjen dansflugor. Inga underarter finns listade i Catalogue of Life.